# Мъди Уотърс
Мъди Уотърс (на английски: Muddy Waters), псевдоним на Маккинли Морганфийлд (McKinley Morganfield), е знаменит американски блус музикант, смятан за основоположник на чикагския блус. Той е едно от големите вдъхновения на бурното развитие на британския блус през 60-те.